# Величко, Иван Иванович
Ива́н Ива́нович Вели́чко (1787—1858) — генерал-майор, участник Отечественной войны 1812 года, подавления польского восстания 1830 года и Крымской войны 1853—1856.

## Биография
Родился в 1787 году в селе Замостье вблизи Прилук Полтавской губернии в семье помещика Ивана Яковлевича Величко и получил домашнее образование в имении отца. Его учителем был известный украинский педагог и писатель П. П. Белецкий-Носенко.
С сентября 1801 года служил канцеляристом в Прилуцком уездном земском суде, а в мае 1803 года был произведен губернским регистратором. С ноября 1804 по апрель 1807 — продолжал службу в Черниговском приказе общественного призрения.
В апреле 1807 года стал адъютантом начальника земского войска Нежинского уезда Черниговской губернии.
На военную службу поступил 20 сентября 1808 года из пятидесятников корнетом в Лубенский гусарский полк. В 1810 году произведен в поручики, принимал участие в Отечественной войне 1812 года в деле под Мозырем.
В 1813 году был прикомандирован к кавалергардскому полку. С этим полком Величко участвовал в сражениях под Лейпцигом и 13 марта 1814 года под Фершампенуазом. В том же году произведен в штабс-ротмистры, а в 1815 году переведен в Лифляндский конно-егёрский полк.
В 1819 году произведен в капитаны, а в 1820 году переведен в 4-й Украинский уланский полк в чине ротмистра. В 1826 году произведен в майоры.  Отличился в сражении против польских мятежников, участвовал в штурме Варшавы. 13 марта 1831 года произведен в подполковники. 24 апреля 1832 года назначен командующим Новомиргородским уланским полком, а 19 января 1835 года утвержден командиром этого полка.
В 1837 году произведен в полковники. 3 июня 1841 года уволен со службы с мундиром и пенсионом полного жалования. Но в 1844 году снова восстановился на службе и до 1851 года командовал Рижским драгунским полком. В 1851 году был произведён в генерал-майоры и назначен командиром 2-й бригады 6-й лёгкой кавалерийской дивизии. Участвовал в Крымской войне 1853—1856 гг., находился в Крыму.
Скончался 1 марта 1858 года, похоронен в деревне Берёзовка Тамбовского уезда.

## Семья
Дети от первого брака с Надеждой Кондауровой: 
- Надежда Ивановна Величко р. 1824
- Анна Ивановна Величко р. 1825
- София Ивановна Величко р. 1828
- Иван Иванович Величко (1829-1911)
- Вера Ивановна Величко р. 1830
- Любовь Ивановна Величко (Соболевская) р. 1832
- Елизавета Ивановна Величко р. 1833
- Александра Ивановна Величко (Скорятина) р. 1834

Дети от второго брака с Елизаветой Григорьевной, урожденной Золотарёвой:
- Маргарита Ивановна Величко
- Леонилла Ивановна Величко
- Константин Иванович Величко (1856-1927)

## Награды
- Орден Святого Владимира 4-й ст. с бантом.
- Польский знак отличия за военное достоинство Virtuti Militari 3-й ст.
- Орден Святого Георгия 4-й ст.
- Орден Святого Станислава 2-й ст.
- Орден Святой Анны 2-й ст.
- Орден Святого Владимира 3-й ст.